# Парипська сільська рада
Парипська сільська рада — колишня адміністративно-територіальна одиниця та орган місцевого самоврядування у Попільнянському районі Білоцерківської округи, Київської й Житомирської областей Української РСР та України з адміністративним центром у с. Парипси.

## Населені пункти
Сільській раді були підпорядковані населені пункти:
- с. Парипси.

## Населення
Відповідно до результатів перепису населення СРСР, кількість населення ради, станом на 12 січня 1989 року, становила 1 297 осіб.
Станом на 5 грудня 2001 року, відповідно до перепису населення України, кількість мешканців сільської ради становила 1 104 особи.

## Склад ради
Рада складалася з 12 депутатів та голови.

### Керівний склад сільської ради
| ПІБ                          | Основні відомості                                                 | Дата обрання | Дата звільнення |
| ---------------------------- | ----------------------------------------------------------------- | ------------ | --------------- |
| Вацківська Таміла Миколаївна | Сільський голова, 1961 року народження, освіта                    | 26.03.2006   | 31.10.2010      |
| Вацківська Таміла Миколаївна | Сільський голова, 1961 року народження, освіта вища, позапартійна | 31.10.2010   |                 |

Примітка: таблиця складена за даними джерела

## Історія
Створена 1923 року в с. Парипси Паволоцької волості Сквирського повіту Київської губернії. 7 березня 1923 року включена до складу новоствореного Попільнянського району Білоцерківської округи.
Станом на 1 вересня 1946 року та 1 січня 1972 року сільська рада входила до складу Попільнянського району Житомирської області, на обліку в раді перебувало с. Парипси.
Виключена з облікових даних 29 грудня 2016 року через приєднання до складу новоствореної Попільнянської селищної територіальної громади Попільнянського району Житомирської області.